# Hermansverk
Hermansverk è un centro abitato della Norvegia situato nella municipalità di Sogndal nella contea di Vestland.
Il centro abitato, crescendo, si è unito con quello della vicina Leikanger, ai fini statistici vengono considerate insieme.